# Synagogen in Düsseldorf

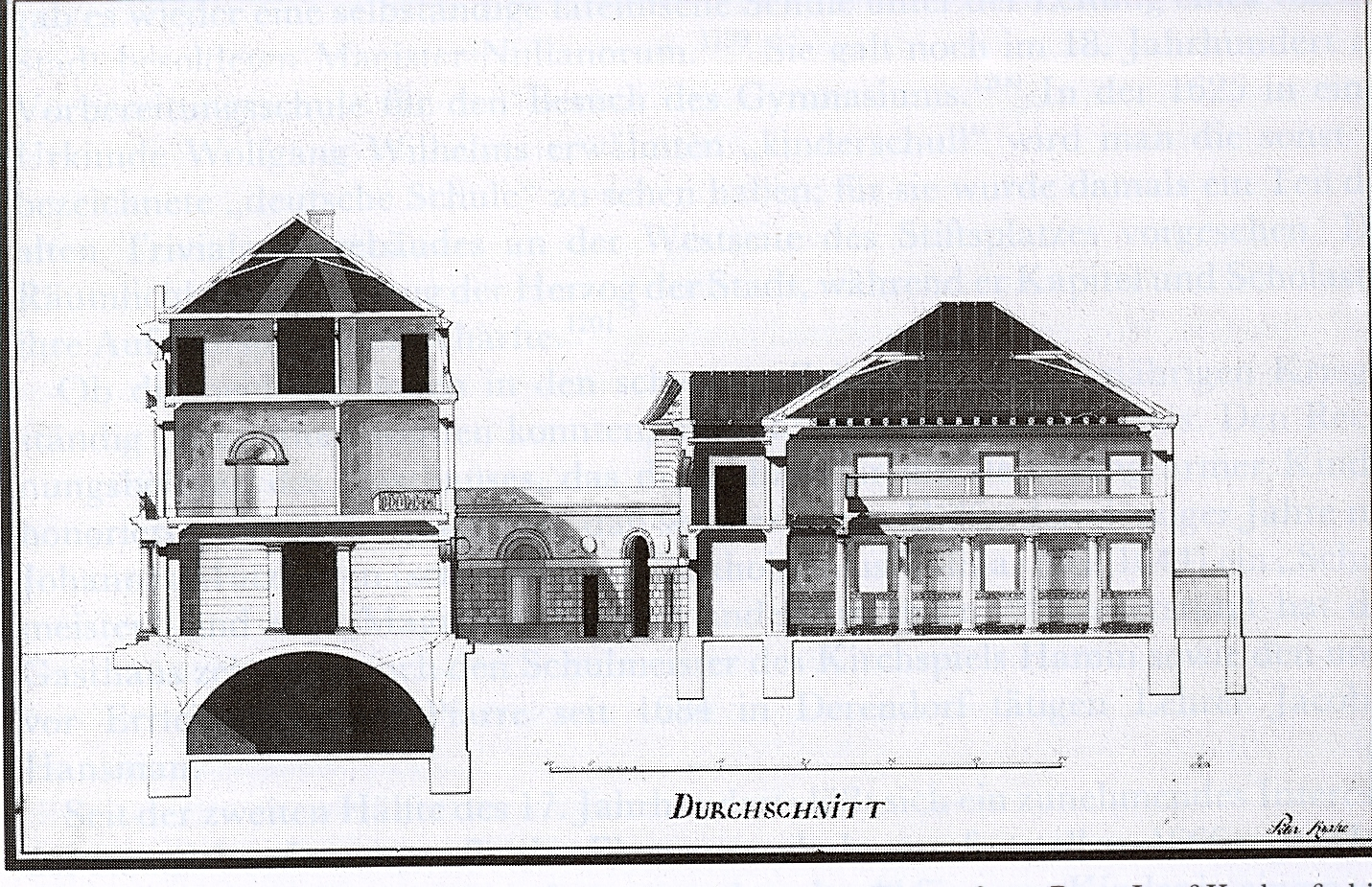
Gemeindezentrum (Rabbinerhaus u. Synagoge) im Stil des Klassizismus entworfen. (1792)

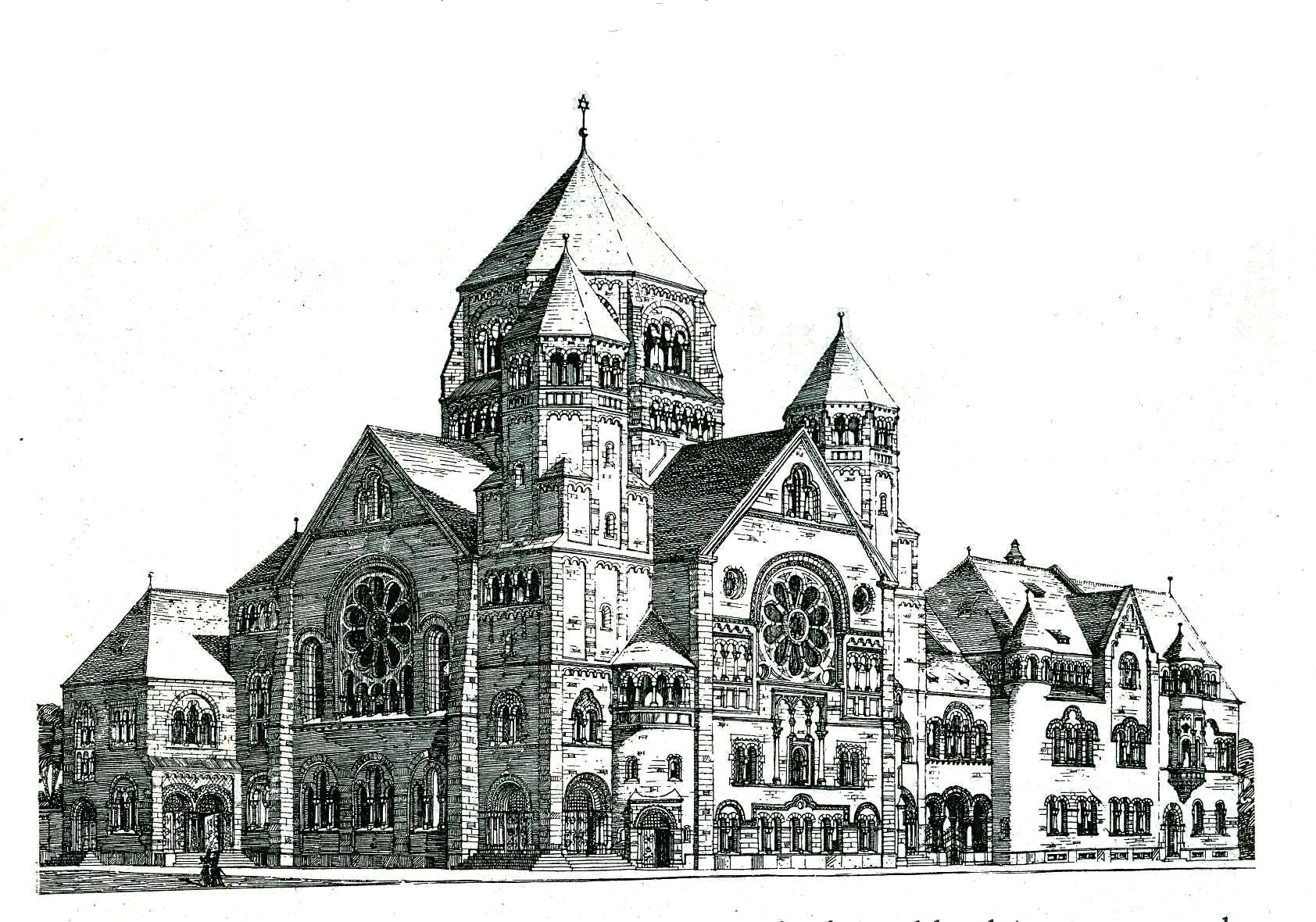
Ansicht der Großen Synagoge mit Gemeindehaus an der Kasernenstraße (1903–1938)

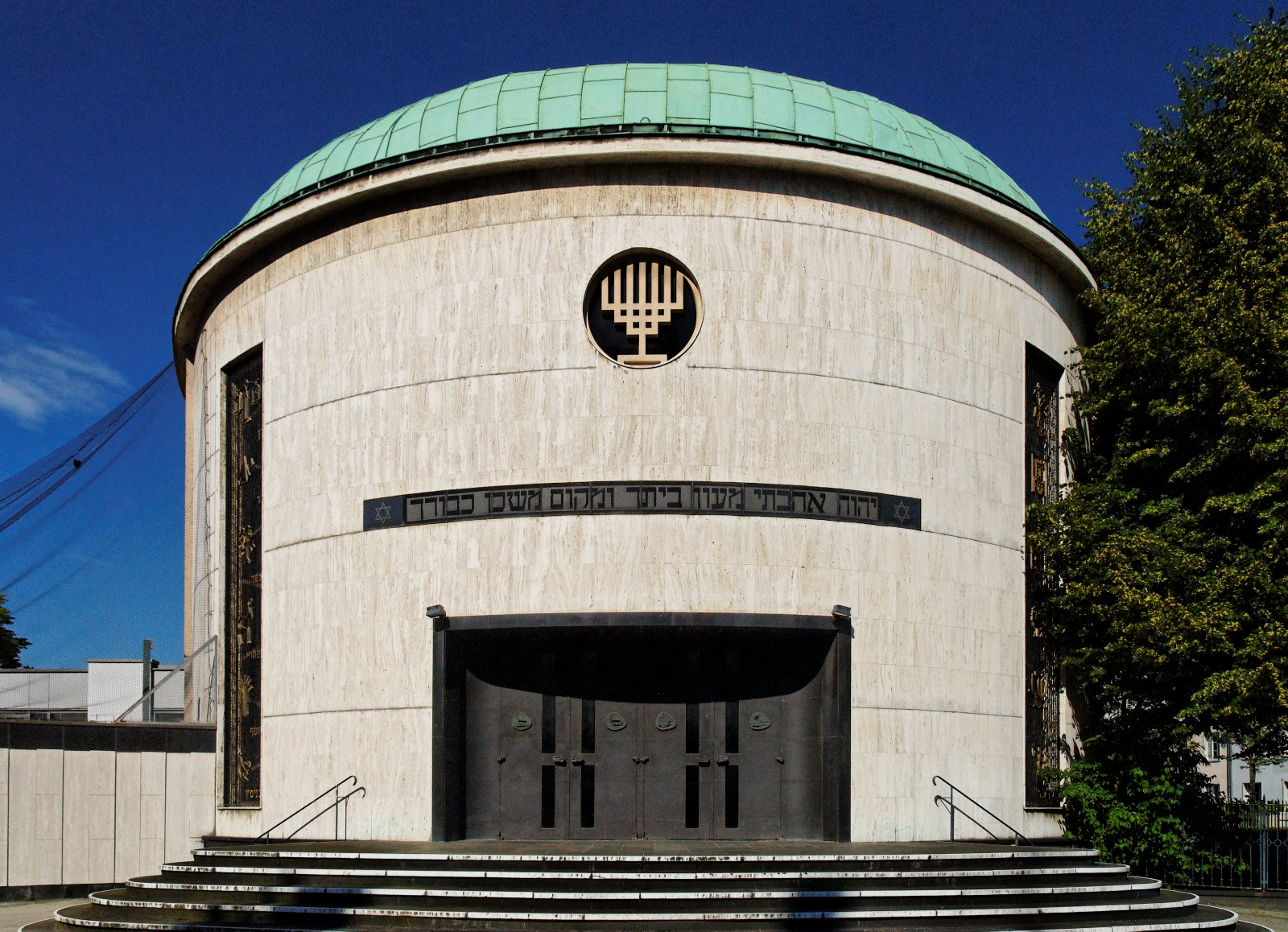
Neue Synagoge, Ecke Zietenstraße/Paul-Spiegel-Platz (eingeweiht 1958)

Die uns heute bekannte Geschichte jüdischer Gebets- und Versammlungsstätten in Düsseldorf beginnt mit der Erwähnung eines Betsaals im Jahre 1712 und reicht bis zur heutigen Synagoge, der Neuen Synagoge, die in den 1950er Jahren nach einem Entwurf des Frankfurter Architekten Hermann Zvi Guttmann erbaut wurde.

## Geschichte
Ein erster Betsaal bestand ab 1712 im neu gebauten Gebäude des Hoffaktors Joseph Jacob van Geldern, im heutigen Hubertus-Stift außerhalb der Stadtbefestigung, die die Altstadt und die Carlstadt umschloss, in Unterbilk, Neusser Straße 25. Joseph Jacob van Geldern war kurfürstlicher Hofkammer-Agent am Hof von Johann Wilhelm von der Pfalz. Dieser hatte am 14. Juni 1712 die Erlaubnis erteilt „ein Hauss und Juden-Schull“ auf der Neusser Straße mit den Abmessungen „Länge 316 Fuß, Breite 136 Fuß“ zu errichten. Der in diesem Gebäude vorhandene Betsaal wurde 1758 konfisziert. Das Gebäude auf der Neusser Straße wurde 1772 an den Hubertus-Stift verkauft. Folgende Betsäle, nun im Bereich der Altstadt, sind nachweisbar:
- 1772 bis 1766 auf der Hunsrückenstraße
- 1766 bis 1792 auf der Neustraße im Villers’schen Haus

Nach dem Erwerb der Grundstücke Casernenstrasse 17 und 19 im Bereich des ehemaligen Kasernengeländes Ende des 18. Jahrhunderts wurde dort die Alte Synagoge errichtet. Die Grund-Entwürfe für das Gebäude wurden von Peter Joseph Krahe erstellt. Baumeister Köhler realisierte auf Grundlage dieser Entwürfe zwischen 1790 und 1792 die Synagoge.
Durch den Zuzug vieler neuer Gemeindemitglieder bedingt wurde 1873 bis 1875 ein Umbau dieser Synagoge zwecks Vergrößerung erforderlich. Die Erweiterung erfolgte nach den Entwürfen von Franz Deckers zusammen mit Kuhne im maurischen Stil.
Von 1875 bis 1907 hatte die jüdische Gemeinde Gerresheims am heutigen Synagogenweg ihr Gotteshaus. Ein dort stehender Gedenkstein erinnert an das damals unter Denkmalschutz stehende Gebäude, welches am 25. Februar 1984 (nicht 1985, wie auf dem Gedenkstein steht) einem Brandanschlag zum Opfer fiel.
Kurz zuvor hatte der Jugendbund die historische Synagoge als Gedenkstätte vorgeschlagen, welche auch von der Bürgerinitiative „Gedenkstätte für die Opfer des Naziregimes“ unterstützt wurde.
Im Rahmen der Ortskernsanierung wurde die verbleibende Ruine 1987 abgerissen.
Die Große Synagoge an der Kasernenstraße 67 in Düsseldorf wurde im Jahre 1903 nach den Entwürfen von Josef Kleesattel im Stil der Neoromanik erbaut. Die Einweihung erfolgte 1904.
Die orthodoxen Juden, die den Kirchenneubau wegen der eingebauten Orgel ablehnten, hielten ihren Gottesdienst ab 1904 in dem Gebäude Bilker Straße 37 und später in der Poststraße 4 ab.
Am 10. November 1938 wurde die Große Synagoge im Zuge der Novemberpogrome in Brand gesteckt und die Ruine am 29. desselben Monats abgebrochen.
Die jüdische Gemeinde Düsseldorfs, die nach dem Holocaust nur noch aus wenigen Mitgliedern bestand, nutzte für ihre Gottesdienste ab 1945 den großen Sitzungssaal des Oberlandesgerichts Düsseldorf und ab 1948 einen Raum im Haus Arnoldstraße 6 in Düsseldorf-Pempelfort.
Ab 1953 wurde der Plan entwickelt, eine neue Synagoge zu errichten. Am 7. September 1958 wurde die Neue Synagoge in Düsseldorf-Golzheim an der Zietenstraße in Anwesenheit von Ministerpräsident Franz Meyers eingeweiht.